# Hồ Động Đình
Hồ Động Đình (chữ Hán: 洞庭湖; bính âm: Dòngtíng hú; Wade-Giles: Tung-t'ing Hu) là một hồ lớn, nông ở phía Đông Bắc tỉnh Hồ Nam, Trung Quốc. Đây là hồ điều hòa của Trường Giang. Kích thước của hồ phụ thuộc vào mùa, nhưng về tổng thể nó là một trong 4 hồ nước ngọt có diện tích bề mặt lớn nhất tại Trung Quốc, cùng các hồ như Bà Dương, Hô Luân và Thái Hồ. Tên của 2 tỉnh Hồ Bắc và Hồ Nam được đặt căn cứ theo vị trí của 2 tỉnh này so với hồ. Hồ Bắc nghĩa là phía bắc hồ và Hồ Nam nghĩa là phía nam hồ.

## Địa lý

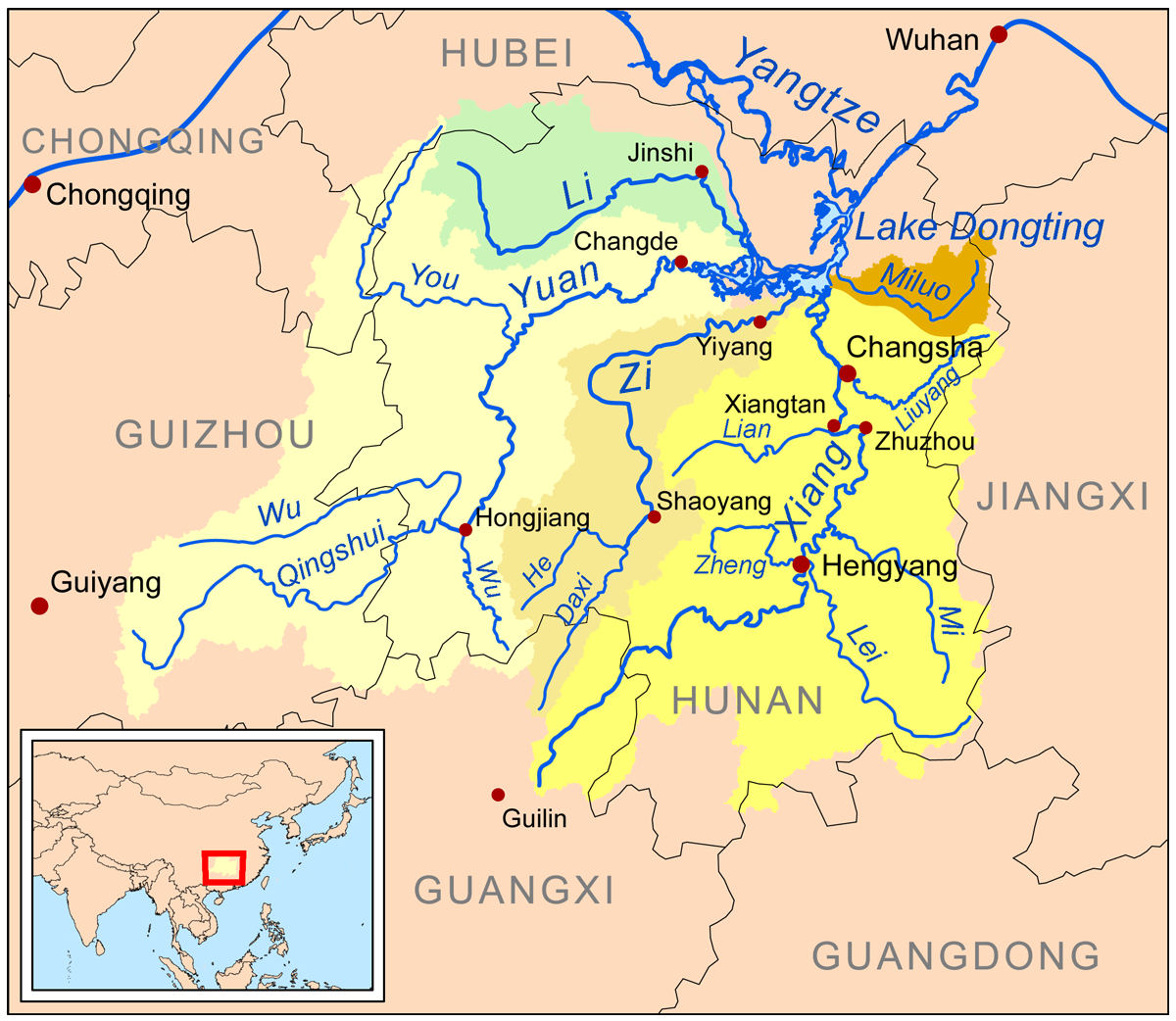
Bản đồ thể hiện hồ Động Đình và các con sông chính chảy vào nó

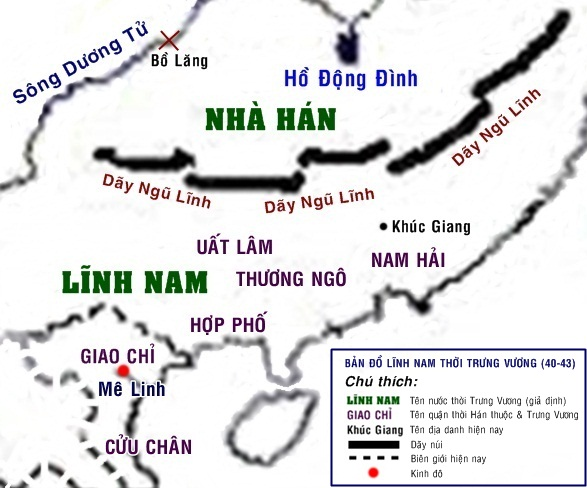
Vị trí hồ Động Đình trên bản đồ

Hồ Động Đình chủ yếu do các hồ Đông Động Đình, Vạn Tử, Mục Bình, Đại Thông, Hoành Lĩnh, Lộc tạo thành.
Cứ vào thời kỳ tháng 7–9, nước lũ trên sông Dương Tử chảy vào hồ làm tăng diện tích hồ. Diện tích bình thường của hồ từ 2.820 km² có thể tăng lên 20.000 km² vào mùa lũ. Hồ này cũng được bốn con sông khác đổ nước vào là các sông Tương Giang (湘江), Tư Giang (資江), Nguyên Giang (沅江) và Lễ Thủy (澧水). Ngoài ra, sông Tiêu (瀟) đổ vào sông Tương gần Trường Sa trước khi sông Tương đổ vào hồ. Tàu thuyền đi biển có thể đi từ sông Tương tới Trường Sa.

## Lịch sử
Trong thời nhà Hán, đầm lầy lớn Vân Mộng (雲夢大澤 - Vân Mộng đại trạch) nằm ở phía bắc hồ Động Đình, ở tỉnh Hồ Bắc, là nơi chứa lũ của Trường Giang. Phù sa màu mỡ lắng đọng của đầm đã thu hút nông dân. Người ta đã xây đập ngăn giữa hồ và sông, và vùng hồ Động Đình ở phía nam sông Dương Tử đã dần trở thành hồ điều hòa chính của con sông.
Thời đó, Động Đình là hồ lớn nhất Trung Quốc. Do kích thước của hồ, hồ đã có tên Bát bách lý Động Đình (八百里洞庭 - Hồ Động Đình tám trăm dặm). Ngày nay, Động Đình là hồ lớn thứ hai sau hồ Bà Dương (鄱陽湖), do nhiều phần đã bị biến thành đất trồng trọt.

## Văn hóa và thần thoại
Khu vực này nổi tiếng trong lịch sử và văn học Trung Hoa. Người ta cho rằng các cuộc đua thuyền rồng bên phía bờ đông của hồ được bắt nguồn từ việc tìm kiếm thi thể của Khuất Nguyên (屈原), nhà thơ nổi tiếng người nước Sở (340-278 TCN), và rằng có một vị Long vương sống dưới đáy hồ, theo truyền thuyết Lĩnh Nam chích quái là ông ngoại của Lạc Long Quân.
Quân Sơn (君山), trước là một nơi ẩn cư của các Đạo sĩ, là một đảo nổi tiếng nằm giữa hồ với chiều rộng 1 km và 72 đỉnh núi. Hòn đảo này còn nổi tiếng với loại trà Quân Sơn Ngân Châm (君山银针). Lòng hồ Động Đình và khu vực lân cận nổi tiếng với phong cảnh đẹp, được tóm gọn trong bốn chữ Tiêu Tương Hồ Nam (瀟湘湖南 - vùng Hồ Nam của sông Tiêu và sông Tương).
Phong cảnh núi Cửu Nghi (九嶷山) và hai con sông Tiêu, Tương dưới chân núi thường được nhắc đến trong thơ Trung Quốc. Vào thời nhà Tống, việc vẽ tranh phong cảnh vùng này thành một bộ 8 bức đã trở thành một trào lưu. Trào lưu này đã lan sang Nhật Bản, nơi những địa điểm nổi tiếng khác đã được thay thế cho sông Tiêu và sông Tương.

## Vị trí của hồ Động đình trong sử Việt
Theo các nghiên cứu và các kết quả khảo sát trong những năm 1980-1990 của nhà nghiên cứu Yên tử cư sỹ Trần Đại Sỹ (Biên cương nước Việt) thì hồ Động Đình chính là nguồn cội của tộc Việt/Bách Việt:
"Vua Kinh-Dương lấy con gái vua Động-đình là Long-nữ đẻ ra thái tử Sùng-Lãm. Thái tử Sùng-Lãm lại kết hôn với công chúa Âu-Cơ con vua Đế-Lai. Khi vua Kinh-Dương băng hà thái-tử Sùng-Lãm lên nối ngôi vua tức vua Lạc-Long, đổi tên nước là Văn-lang. Nước Văn-lang Bắc tới hồ Động-đình, Nam giáp nước Hồ-tôn, Tây giáp Ba-thục, Đông giáp biển Đông-hải
"...tộc Việt gồm có trăm họ khác nhau, mang tên Bách-Việt. Những tên như Âu Việt, Lạc Việt, Đông Việt, Nam Việt, Việt Thường đều thuộc Bách Việt cả. Cái tên trăm họ, hay trăm Việt (Bách Việt) phát xuất từ huyền thoại nói vua Lạc Long sinh ra trăm con. Trăm có nghĩa là toàn thể, tất cả, chứ không hoàn toàn là con số như ta tưởng ngày nay..."
Theo kết luận trên, biên cương phía bắc của Văn Lang là tới hồ Động Đình, xa hơn đỉnh Ngũ Lĩnh vài trăm dặm về phía Bắc.

## Các thành phố lớn bên hồ
- Ích Dương (益阳)
- Nhạc Dương (岳阳)
- Thường Đức (常德)